# Columbia University Graduate School of Journalism

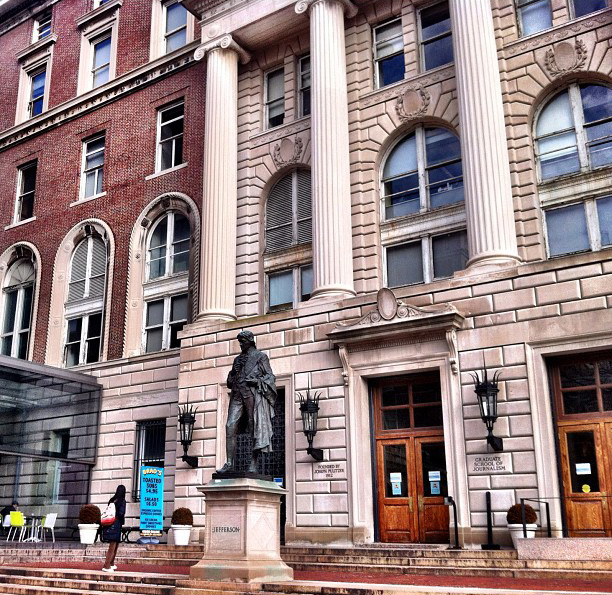
Fachada do Pulitzer Hall com uma estátua de Thomas Jefferson.

A Columbia University Graduate School of Journalism é uma das escolas de pós-graduação da Universidade de Columbia. Localizada no Morningside Heights, bairro de Nova Iorque, é a única escola de jornalismo na Ivy League e uma das mais antigas nos Estados Unidos e o mundo. A escola foi fundada por Joseph Pulitzer e aberta em 1912. Oferece Mestrado em Ciências e Mestrado de Artes em jornalismo, bem como um Ph. D. em comunicação.
Além dos programas de pós-graduação, a faculdade abriga os Prêmios Pulitzer e concede outros prêmios, incluindo o de Alfred I. duPont–Columbia University Award. Ela também copatrocina o prêmio Nacional de Revistas e publica a Columbia Journalism Review, essencialmente, uma publicação de mercado para jornalistas.

## História
A faculdade foi fundada com a herança de Joseph Pulitzer. Em 1892, ele ofereceu ao presidente da universidade, Seth Low, dinheiro para criar a primeira faculdade de jornalismo do mundo. A universidade, inicialmente, recusou a oferta. O sucessor de Seth, Nicholas Murray Butler, aceitou a proposta, no entanto.
A universidade levou muitos anos para usar os US$ 2 milhões doados por Joseph para criar a faculdade. As aulas começaram em 30 de setembro de 1912, com um corpo discente de cerca de 100 alunos de graduação e pós-graduação, provenientes de 21 países. O prédio ainda estava em construção na época.
Em 1935, o reitor Carl Ackerman liderou a transformação da faculdade na primeira escola de pós-graduação de jornalismo nos Estados Unidos. Turmas de 60 alunos apuravam matérias em Nova Iorque durante o dia e elaborava artigos em uma grande redação na faculdade durante a noite.

## Programas acadêmicos
O programa de mestrado em ciência tem quatro especializações: jornal, revista, transmissão ou novas mídias. Alguns estudantes interessados em jornalismo de investigação são parte da Stabile Center for Investigative Journalism, uma sub-especialização do programa de mestrado. O programa também é oferecido em meio período.
A instituição também oferece programas de graduação dupla com outras faculdades da Columbia: Jornalismo e Ciência da Computação, Jornalismo e Direito; Jornalismo e Negócios, Jornalismo e Religião; Jornalismo e Assuntos Públicos e Internacionais; e Jornalismo e Ciências da Terra e Ambientais. Ela oferece também programas de graduação dupla com Sciences Po , em Paris, e a Universidade de Witwatersrand, em Joanesburgo, África do Sul.
O mestrado em artes de nove meses é voltado para jornalistas experientes que queiram focar em política, ciência, negócios ou artes. Os alunos trabalham com os professores da faculdade e de outro departamentos da universidade. O programa é em tempo integral.
O programa Ph. D. baseia-se nos recursos da Universidade Columbia e tem uma abordagem multidisciplinar para o estudo das comunicações. Os estudantes montam programas individuais de estudo dos departamentos e divisões da universidade, incluindo Jornalismo, Ciência Política e Sociologia, as escolas profissionais de Administração e Direito, e a Faculdade dos Professores.

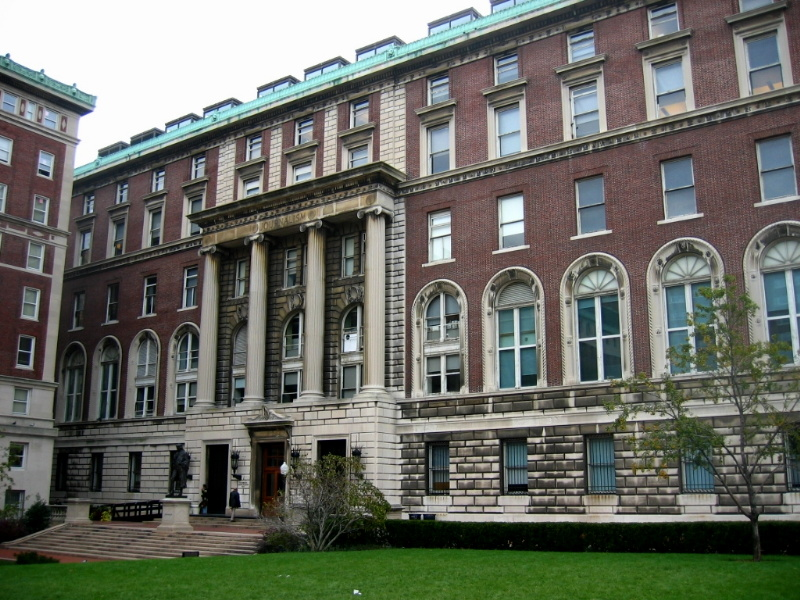
Pulitzer Hall

## Prêmios jornalísticos
A Faculdade de Jornalismo cuida de várias premiações profissionais, uma tradição que Joseph Pulitzer começou quando ele estabeleceu a instituição e doou os prêmios na Columbia.
A faculdade cuida diretamente do Alfred I. duPont-Columbia University Award; o National Magazine Awards; o Maria Moors Cabot Prizes; o John Chancellor Award for Excellence in Journalism; o Lukas Prize Project; o John B. Oakes Awards; the Mike Berger Award; e o Paul Tobenkin Award for Race Reporting. O escritório do Prêmio Pulitzer fica no Pulitzer Hall; desde 1975, os prêmios foram concedidos pelo presidente da universidade sob recomendação de um conselho de jornalistas e acadêmicos, do qual o reitor da faculdade de jornalismo é um membro ex officio.

## Administração da faculdade
- Steve Coll, reitor e and Henry R. Luce professor de jornalismo

## Alunos notórios
- Margot Adler
- Robert Henry Best
- Judith Crist
- May Cutler[12]
- Cardeal John P. Foley
- Donna Hanover
- Molly Ivins
- A. J. Liebling
- Manuel Rivera-Ortiz
- Gail Sheehy
- Mariana van Zeller